# 孔蒂奧拉赫蒂
孔蒂奧拉赫蒂是芬蘭的城鎮，位於該國東部，由東芬蘭省負責管轄，距離約恩蘇20公里，始建於1873年，面積1,030平方公里，2013年人口14,104，人口密度為每平方公里17.64人。

## 外部連結
- Municipality of Kontiolahti – Official website
- Sirnihta Holiday Villa's